# بالدرسون استیشن (کالیفرنیا)
بالدرسون استیشن (به انگلیسی: Balderson Station) یک منطقهٔ مسکونی در ایالات متحده آمریکا است که در شهرستان ال دورادو، کالیفرنیا واقع شده‌است. بالدرسون استیشن ۸۴ نفر جمعیت دارد و ۱٬۰۰۴ متر بالاتر از سطح دریا واقع شده‌است.